# Miara Diraca
Miara Diraca – miara, która zbiorowi (mierzalnemu) {\displaystyle A} przestrzeni mierzalnej {\displaystyle X} przypisuje wartość 1, jeżeli {\displaystyle A} zawiera ustalony punkt {\displaystyle x} należący do {\displaystyle X;} w przeciwnym wypadku miara Diraca zbioru {\displaystyle A} wynosi 0.

## Definicja

Diagram pokazuje wszystkie podzbiory zbioru Miara Diraca przyjmuje wartość 1 dla podzbiorów zawierających element zaś wartość 0 dla pozostałych podzbiorów

Jeżeli {\displaystyle (X,{\mathfrak {M}})} jest przestrzenią mierzalną oraz {\displaystyle x} jest elementem przestrzeni {\displaystyle X,} to miarą Diraca skoncentrowaną w punkcie {\displaystyle x} nazywa się miarę {\displaystyle \delta _{x}} taką, że dla dowolnego zbioru mierzalnego {\displaystyle A\in {\mathfrak {M}}{:}}
{\displaystyle \delta _{x}(A)={\begin{cases}1,&x\in A,\\0,&x\notin A.\end{cases}}}
Miara Diraca jest miarą probabilistyczną.
Nazwa miary pochodzi od funkcji delta Diraca, będącej dystrybucją na prostej rzeczywistej (miary można uważać za specjalny rodzaj dystrybucji). Dla miary Diraca i dowolnej funkcji mierzalnej {\displaystyle f} na {\displaystyle X} zachodzi tożsamość:
{\displaystyle \int \limits _{X}~f(y)\,\mathrm {d} \delta _{x}(y)=f(x)}
lub w równoważnej formie
{\displaystyle \int _{X}f(y)\delta _{x}(y)\,\mathrm {d} y=f(x).}
Powyższa tożsamość jest często używana w definicji delty Diraca; używa się jej także w całce Lebesque’a.

## Własności
Niech {\displaystyle \delta _{x}} oznacza miarę Diraca określoną w pewnym punkcie {\displaystyle x} przestrzeni mierzalnej {\displaystyle (X,{\mathfrak {M}}).}
- {\displaystyle \delta _{x}} jest miarą probabilistyczną (w szczególności jest miarą skończoną).

Niech {\displaystyle (X,\tau )} będzie przestrzenią topologiczną, a {\displaystyle {\mathfrak {M}}} będzie σ-ciałem podzbiorów {\displaystyle X} zawierającym wszystkie borelowskie podzbiory {\displaystyle X} oraz niech {\displaystyle \delta _{x}} jest miarą Diraca skoncentrowaną w pewnym punkcie {\displaystyle x} przestrzeni {\displaystyle X.}
- Miara Diraca jest miarą ściśle dodatnią wtedy i tylko wtedy, gdy {\displaystyle X} jest przestrzenią typu T0.
- Miara Diraca, jako miara skończona, jest w szczególności lokalnie skończona.
- Miara Diraca jest wewnętrzną regularna: wszystkie zbiory jednoelementowe są zwarte. W szczególności miary Diraca są miarami Radona.
- Jeśli zbiór {\displaystyle \{x\}} jest domknięty w topologii {\displaystyle \tau ,} to jest on nośnikiem miary {\displaystyle \delta _{x}} (w przeciwnym przypadku nośnikiem {\displaystyle \delta _{x}} jest domknięcie zbioru {\displaystyle \{x\}} w rozważanej topologii). Miary Diraca (na przestrzeniach typu T1) są jedynymi miarami probabilistycznymi o jednopunktowym nośniku.
- Jeżeli {\displaystyle X} jest {\displaystyle n}-wymiarową przestrzenią euklidesową {\displaystyle \mathbb {R} ^{n}} z {\displaystyle \sigma }-algebrą zbiorów borelowskich oraz {\displaystyle n}-wymiarową miarą Lebesgue’a {\displaystyle \lambda ^{n},} to {\displaystyle \delta _{x}} jest miarą osobliwą względem {\displaystyle \lambda ^{n}{:}} {\displaystyle \mathbb {R} ^{n}=A\cup B,} gdzie

{\displaystyle A=\mathbb {R} ^{n}\setminus \{x\},} {\displaystyle B=\{x\}} oraz
{\displaystyle \delta _{x}(A)=\lambda ^{n}(B)=0.}